# Bhuj Rudra Mata Air Force Base
Bhuj Rudra Mata Air Force Base är en flygbas i Indien.   Den ligger i distriktet Kachchh och delstaten Gujarat, i den västra delen av landet, 1 000 km sydväst om huvudstaden New Delhi. Bhuj Rudra Mata Air Force Base ligger 77 meter över havet.
Terrängen runt Bhuj Rudra Mata Air Force Base är platt. Runt Bhuj Rudra Mata Air Force Base är det ganska glesbefolkat, med 25 invånare per kvadratkilometer. Närmaste större samhälle är Bhuj, 4,5 km söder om Bhuj Rudra Mata Air Force Base. Omgivningarna runt Bhuj Rudra Mata Air Force Base är i huvudsak ett öppet busklandskap.